# Rezydencja Foksal w Warszawie
Rezydencja Foksal – luksusowy apartamentowiec, znajdujący się w Warszawie, pomiędzy ulicami Konstantego Ildefonsa Gałczyńskiego, Mikołaja Kopernika i Juliana Przybosia.

## Opis
W listopadzie 2008 roku spółka BBI Development NFI – główny inwestor, otrzymała pozwolenie na budowę. Rozpoczęto ją pod koniec marca 2009 roku, a zakończono jesienią 2011 roku. Na początku stycznia 2012 roku  BBI Development otrzymała zgodę na dopuszczenie do użytkowania budynku.
W ramach inwestycji wybudowano pięciopiętrowy obiekt, w którym znalazło się 41 luksusowych mieszkań. Powierzchnia lokali przekracza w przypadku większości apartamentów 100 m². Budynek posiada dodatkowe dwie kondygnacje podziemne, na których ulokowany został klub fitness o powierzchni 700 m² z basenem i salą do squasha, a także parking. Do dyspozycji mieszkańców oddane zostało centrum spa, specjalna piwnica do przechowywania wina. Lokatorzy mogą korzystać z usług wykwalifikowanego konsjerża. W październiku 2015 roku jeden z najemców lokali usługowych zapowiedział otwarcie sklepu z odzieżą używaną marki "LupmeX". 
Rezydencja Foksal znajduje się w miejscu zburzonego kina Skarpa. Według pierwotnych planów miały w nim się znajdować dwie sale kinowe, jednak spółka Max Film, która sprzedała nieruchomość deweloperowi, i która miała wyposażyć i być operatorem kina w nowo powstałym budynku, wycofała się z umowy. Projektantami apartamentowca byli Sławomir Stankiewicz, Michał Adamczyk, Krzysztof Tyszkiewicz. W projekcie połączyli oni modernizm ze stylem art déco. Dzięki temu uzyskano efekt nawiązania do stylistyki przedwojennej. Projektantem wnętrz w „Rezydencji Foksal” był Jacek Synkiewicz.
We wnętrzu obiekt zdobiony jest płaskorzeźbami prof. Antoniego Pastwy. Do wykończenia elementów znajdujących się w Rezydencji wykorzystano marmur, trawertyn, onyks oraz różne rodzaju drewna egzotycznego. Przez osiem miesięcy twórca obmyślał kształt płaskorzeźb. Ostatecznie podjął decyzję o wykorzystaniu motywów kwiatowych (słoneczników, lilii, akantów czy papirusów). Dzięki temu osiągnął wyraźne nawiązanie do stylistyki konstruktywizmu lat 30. XX wieku.
W holu znajdują się marmurowe posadzki z granitowymi zdobieniami. Na bocznych ścianach umieszczono fornir z palisandra indyjskiego, ciętego w romby. Ściany wyłożone są lustrami i marmurem. W „Rezydencji Foksal” znajdują się również specjalnie zaprojektowane drewniane skrzynki na listy, z szybkami. Umożliwia to mieszkańcom sprawdzenie zawartości listownika bez konieczności otwierania go. W szerokim holu umieszczono wolierę dla ptaków, kanapy do odpoczynku, recepcję oraz windy.
Budynek posiada dwa osobne wejścia. Z jednego z nich mogą korzystać mieszkańcy budynku, z drugiego zaś pracownicy biur zlokalizowanych w obiekcie. Centralne wejście do budynku znajduje się przy ulicy Kopernika. Drugie wejście, dla mieszkańców, znajduje się od strony Przybosia.
Na najniższych kondygnacjach obiektu usytuowano prywatny basen z akwarium. Wyłożony został kolorową mozaiką, której zadaniem jest imitowanie wrażenia tworzących się na wodzie fal.

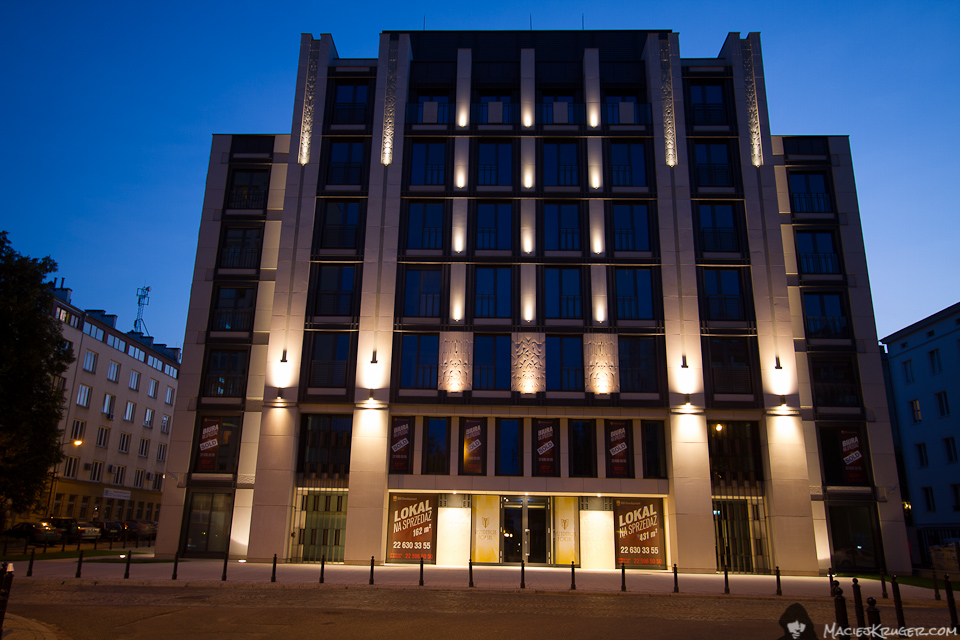
Rezydencja Foksal nocą

## Nagrody i wyróżnienia
W XXII edycji prestiżowego konkursu budowlanego „Budowa Roku 2011” apartamentowiec „Rezydencja Foksal”, realizowany dla BBI Development NFI S.A., otrzymał główną nagrodę w kategorii „Obiekty Oceniane Indywidualnie”.